# Grammia complicata
Grammia complicata là một loài bướm đêm thuộc phân họ Arctiinae, họ Erebidae.